# Bet Dagan (ort i Israel)
Bet Dagan (hebreiska: בת דגן) är en ort i Israel. Den ligger i distriktet Centrala distriktet, i den norra delen av landet. Bet Dagan ligger 36 meter över havet och antalet invånare är 5 604.
Terrängen runt Bet Dagan är platt. Runt Bet Dagan är det mycket tätbefolkat, med 1 819 invånare per kvadratkilometer. Närmaste större samhälle är Tel Aviv, 9,9 km nordväst om Bet Dagan. Runt Bet Dagan är det i huvudsak tätbebyggt.